# فرودگاه سن-یان
فرودگاه سَن-یان (به فرانسوی: Aéroport de Saint-Yan) یک فرودگاه همگانی با کد یاتا SYT است که یک باند فرود بتن دارد و طول باند آن ۲۰۳۰ متر است. این فرودگاه در شهر سنت ین کشور فرانسه قرار دارد و در ارتفاع ۲۴۳ متری از سطح دریا واقع شده است.